# Georg Bussek
Georg Bussek ist ein deutscher Fernsehregisseur, Produzent und ehemaliger Fernsehjournalist, Fernsehmoderator und Fernsehreporter.

## Werdegang
Georg Bussek absolvierte ein Studium an der Universität Köln und erlangte den Titel Magister Artium. Er war von 1989 bis 1991 EIRENE-Freiwilliger in den USA. Danach arbeitete er für das ZDF; er moderierte 1995 die Sendereihe Kino Fan Club und war von 1996 bis 2000 Moderator und Reporter bei der Kindernachrichtensendung logo! Von 1999 bis 2006 war er als Autor und Regisseur für Doku-Soaps, Dokumentationen, Spielfilme und Magazine für ZDF, WDR, MDR, Pro7 und KiKA tätig. Anfang 2007 gründete er mit dem Journalisten Alexander Freisberg die E+U TV Film- und Fernsehproduktion, die unter anderem beispielsweise die Sendungen Jungs- und Mädchen-WG, Let's Talk, das erste Mal USA, das erste Mal Europa oder das erste Mal Asien produzierte.

## Auszeichnungen
- Erich-Kästner-Fernsehpreis für Buch und Regie 2002 für: Die Überflieger[5]
- Goldener Spatz 2010 für: Die Jungs-WG – Ein Monat ohne Eltern, Folge 3[6]
- Goldener Spatz 2012 für: Durch die Wildnis – Das Abenteuer Deines Lebens, Folge 12[7]
- Goldener Spatz 2014 für: Kann es Johannes?: BMX[8]